# マーヴィン・キング
ロスベリーのキング男爵マーヴィン・アリスター・キング（英: Mervyn Allister King, Baron King of Lothbury, KG, GBE、1948年3月30日 - ）は、イギリスの経済学者、政治家。
2003年から2013年にかけてイングランド銀行総裁を務めた。退任後、一代貴族「ロスベリーのキング男爵」に叙せられ、貴族院議員となった。

## 来歴
ウルヴァーハンプトン・グラマー・スクールを卒業後、1969年にケンブリッジ大学キングス・カレッジで経済学一等学位を取得。セント・ジョンズ・カレッジ、ハーバード大学に学んだのち、ケンブリッジ大学やバーミンガム大学での教職、ハーバード大学やマサチューセッツ工科大学での客員教授、1984年からロンドン・スクール・オブ・エコノミクスの経済学教授についていた。
1990年からイングランド銀行のノン・エグゼクティブ・ディレクターを務めており、1991年にチーフ・エコノミスト兼エクゼクティブ・ディレクターとして入行。1998年に副総裁就任。また同年よりG30に加わっている。2003年6月30日、前任のエドワード・ジョージから引き継いでイングランド銀行総裁就任。2013年6月30日に退任。後任は、カナダ銀行総裁であったマーク・カーニー。2006年にケンブリッジ大学から法定名誉博士号を贈られている。ナフィールド・カレッジの客員研究員でもある。
総裁退任直後の2013年7月に一代貴族「シティ・オブ・ロンドンにおけるロスベリーのロスベリーのキング男爵」（Baron King of Lothbury, of Lothbury in the City of London）に叙せられ、貴族院議員に列した。貴族院内では中立派の議員である。
2014年4月23日、女王エリザベス2世によりガーター勲章勲爵士（KG）に叙せられた。

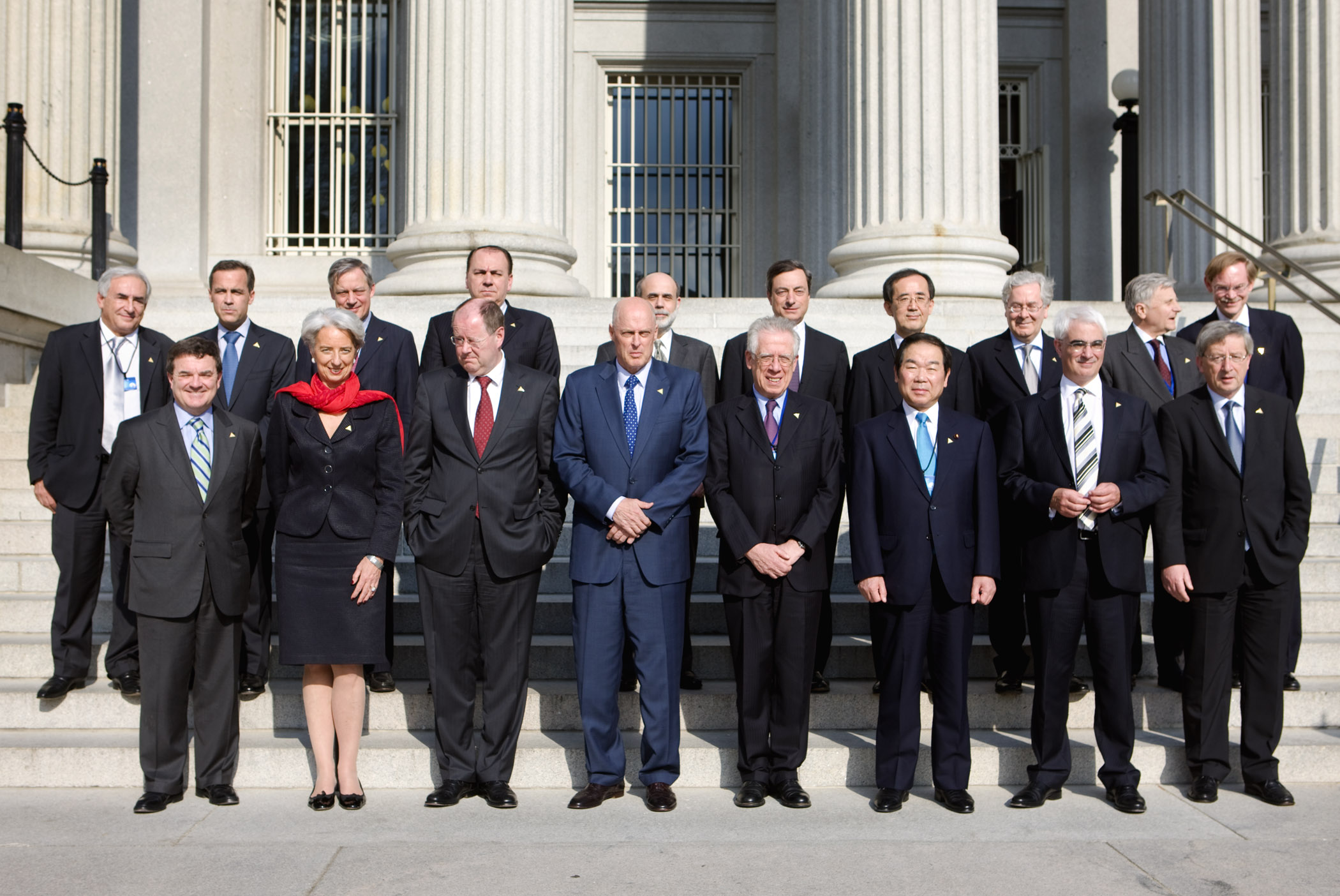
2008年4月11日、G7財務相・中央銀行総裁会議時の写真。後列右から3人目がキング

## 金融政策委員会
1997年から運営が開始された金融政策委員会（Monetary Policy Committee; MPC）の全会合に参加している唯一の人物。キングの投票姿勢は往々にしてタカ派的とみられ、総裁に就任する以前は他の委員と比較しても金融政策をより引き締める方向へと投票していた。その傾向は就任以降、徐々に影を潜めたが2005年8月の利下げ決定や2007年6月の利上げ決定の際は反対票を投じるなど、自ら少数派になることをいとわない姿勢が中央銀行総裁では特異な存在といえる。

### 独特の言い回し
「退屈な金融政策を志す」と繰り返し表明していることが有名。これはイングランド銀行が採用しているインフレターゲットの設定達成に絶えず注視することで、今後の金融政策の方向性をできる限り予見可能にすべきという意味合いが込められている。さらに「インフレ気違い（"inflation nutter"）」という言葉もキングによってつくられている。

## アストン・ヴィラFC
アストン・ヴィラFCの熱烈なファンで、イングランド銀行職員vs元アストン・ヴィラFCの選手によるチャリティー試合を主催したことがある。

## 栄典

### 爵位
- 2013年7月、キング男爵（連合王国一代貴族）[1]

### 勲章
- 2011年6月、大英帝国勲章ナイト・グランド・クロス(GBE)[5]
- 2014年4月23日、ガーター勲章ナイト(KG)[3]

## 著作
- マーヴィン・キング『錬金術の終わり　貨幣、銀行、世界経済の未来』日本経済新聞出版社、2017年5月。ISBN 9784532357313。
- マーヴィン・キング、ジル・アトキンス『SDGs・ESGを導くCVO（チーフ・バリュー・オフィサー）　次世代CFOの要件』東洋経済新報社、2019年5月。ISBN 9784492602270。

## 参照
1. 1 2  "No. 60578". The London Gazette (英語). 24 July 2013. p. 14591.
2. 1 2  “Lord King of Lothbury”. www.parliament.uk. 2014年10月10日閲覧。
3. 1 2  "No. 60848". The London Gazette (英語). 24 April 2014. p. 8182.
4. ↑  BBC SPORT | Football | Gossip & Transfers | Friday's gossip column（英語）
5. ↑  "No. 59808". The London Gazette (Supplement) (英語). 11 June 2011. p. 7.